# Кенделанчай
Кенделанчай (азерб. Köndələnçay) — река в Азербайджане, левый приток Аракса. Протекает по территории Ходжалинского, Ходжавендского и Физулинского районов. С начала 1990-х годов до осени 2020 года верхнее течение реки контролировалось непризнанной Нагорно-Карабахской Республикой.
Вдоль реки обнаружены археологические памятники бронзового века и античного периода.

## Описание
Длина реки — 89 км, площадь бассейна — 594 км². Исток Кенделанчая расположен на Карабахском хребте на высоте около 1780 м.
Годовой речной сток составляет 50 миллионов м³. Река в основном питается дождевыми и подземными водами.
Вода реки используется для орошения, из-за чего вода доходит до устья только в периоды половодья.
Основный притоки — Агогланчай (левый) и Тамасанцанц (правый).
В мае 2024 года на реке построено водоприёмное устройство для направления воды в водохранилище Ашагы Кенделенчай Физулинского района.

## Водохранилища
В 1951 году в русле реки построено водохранилище Кенделенчай-2 вместимостью 2,1 млн м³, высотой 23,35 м.

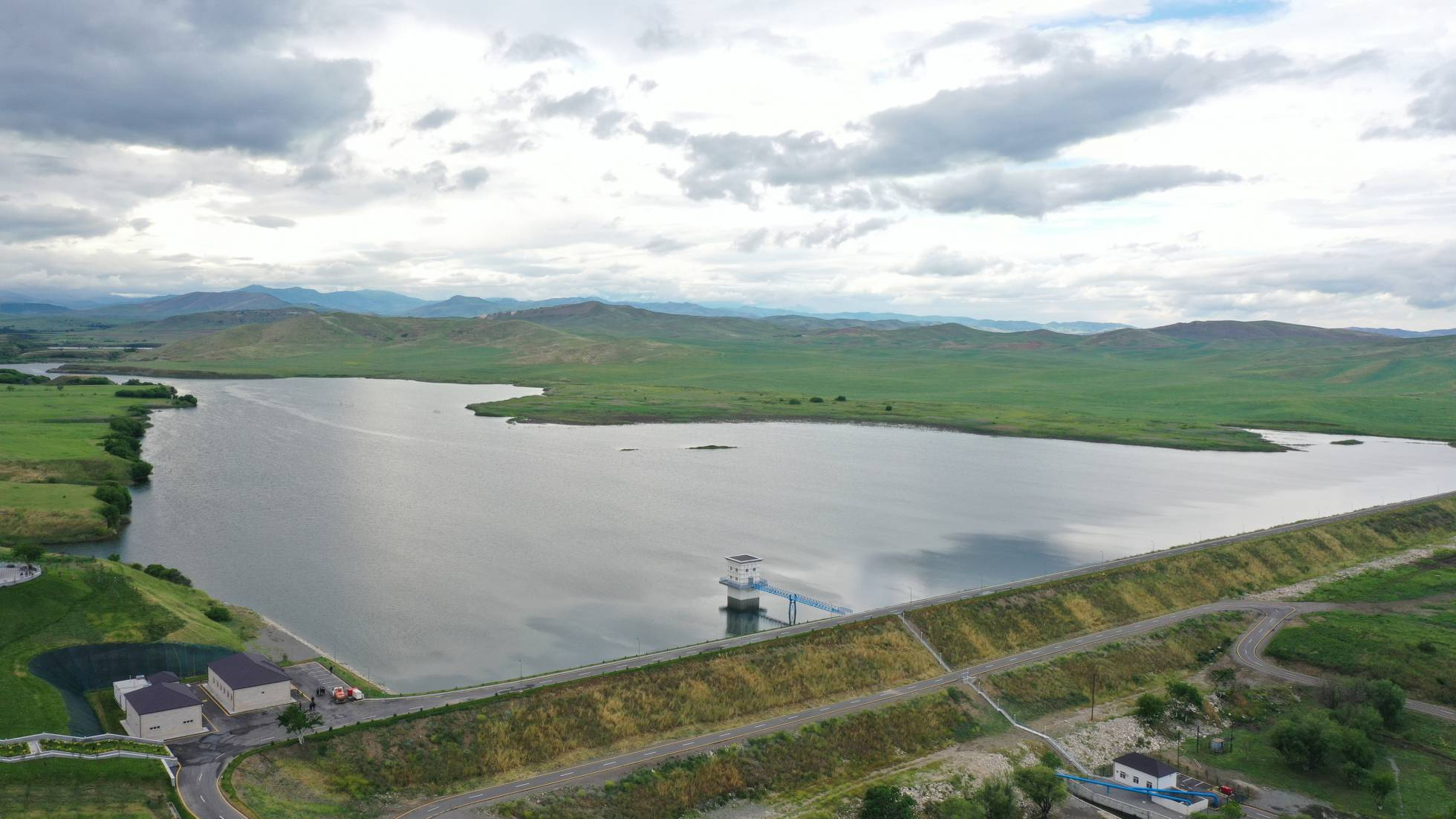
Кенделанчайское водохранилище 10 мая 2024

В 1962 году введено в эксплуатацию водохранилище Кенделенчай-1 вместимостью 3,9 млн м³, высотой 14 м.
В 1980 году введено в эксплуатацию водохранилище Ашагы Кенделенчай вместимостью 9,5 млн м³, высотой 25 м.
Комплекс Кенделанчайских водохранилищ обеспечивают водой 6200 гектар.